# Espacio subdural
El espacio subdural es un espacio virtual, el cual sólo presenta una pequeña cantidad de líquido cefalorraquídeo, que permite el deslizamiento entre la duramadre y la aracnoides.

## Importancia clínica
Es importante en el cerebro cuando la persona sufre traumatismos craneanos, entonces puede haber ruptura de la arterias meníngeas que circulan por el lugar (formándose así  los llamados hematomas subdurales, que comprometen de forma importante la salud del paciente).